# Lajeado (Tocantins)
Lajeado es un municipio brasileño del estado del Tocantins.

## Geografía
Se localiza a una latitud 09°45'05" sur y a una longitud 48°21'29" oeste, estando a una altitud de 202 metros. Su población estimada en 2004 era de 3047 habitantes.
Posee un área de 301,3,5 km².